# Лобозово (Пермский край)
Лобозово — деревня в Кочёвском районе Пермского края. Входит в состав Кочёвского сельского поселения. Располагается юго-западнее районного центра, села Кочёво. Расстояние до районного центра составляет 10 км. По данным Всероссийской переписи населения 2010 года, в деревне проживало 58 человек (34 мужчины и 24 женщины).

## История
По данным на 1 июля 1963 года, в деревне проживало 132 человека. До конца 1962 года населённый пункт входил в состав Дуровского сельсовета, а в 1963 году деревня вошла в состав Кочёвского сельсовета.

## Население
| 2010 |
| ---- |
| 58   |